# Robert Alan Dahl
Pour les articles homonymes, voir Dahl.
Robert Alan Dahl, né à Inwood (Iowa) le 17 décembre 1915, et mort le 5 février 2014 à 98 ans, est un professeur émérite de science politique à l'Université Yale et ancien président de l'American Political Science Association.
Dans les années 1960, il participe à la controverse avec C. Wright Mills sur la nature de la politique aux États-Unis. Critiquant les théories marxistes et élitistes auxquelles il reproche entre autres de confondre contrôle potentiel et contrôle effectif, Dahl s'affirme comme représentant de la démocratie pluraliste, introduisant ainsi le concept de la polyarchie avec Charles E. Lindblom.
Dans son œuvre majeure parue en 1961, Who Governs? (Qui gouverne ?), il étudie les structures formelles et informelles du pouvoir dans la ville de New Haven (Connecticut).
La pensée de Robert A. Dahl a cependant évolué au cours du temps. L'auteur accorde à partir des années 70 une plus grande place à la participation politique et à la démocratie délibérative. C'est dans son ouvrage Democracy and its critics (1989) qu'il va présenter une nouvelle théorie de sa démocratie polyarchale.
Ces dernières années, l'œuvre de Dahl prend un ton plus pessimiste. Dans How Democratic Is the American Constitution ? (2003), il expose par exemple son point de vue selon lequel la Constitution américaine est moins démocratique qu'on ne le pense.

## Qui gouverne?
Dans son œuvre Qui gouverne ? Dahl part d'un postulat : l'accession à des postes politiques de direction nécessite un certain nombre de qualités (ou selon son expression de « ressources ») : 
- La richesse
- La compétence
- Le prestige

Deux cas de figure s'offrent alors :
- Soit un groupe ou une élite possède ces 3 ressources, dans ce cas nous sommes dans une oligarchie.
- Soit plusieurs groupes ou élites possèdent chacun une (voire deux) de ces ressources. Nous sommes dans ce cas dans une polyarchie. Le pouvoir politique est alors partagé entre différents groupes dominants qui ne cumulent jamais les 3 ressources.

À partir de l'exemple de New Haven (ville du Connecticut où est située l'Université Yale), il constate qu'il y a une pluralité d'élites. Les différentes élites doivent donc s'allier pour prendre des décisions communes finales. On parle donc de système de pouvoir pluraliste compétitif (puisque les élites sont en compétition pour faire accepter leurs choix, idées, etc.) et équilibré (on conçoit que les groupes ont à peu près les mêmes ressources).
Ce pluralisme politique provient d'un pluralisme social (à l'image de la société).

## Publications
- 2003. How democratic is the American Constitution? New Haven, Conn.  (ISBN 0-300-09524-4).
- 2000. On Democracy,  (ISBN 978-0-300-08455-9)
- 1989. Democracy and its critics, New Haven and London,  (ISBN 0-300-04938-2-)
- 1982. Dilemmas of Pluralist Democracy - Autonomy vs. Control., New Haven and London,  (ISBN 0-300-030762).
- 1975. Und nach der Revolution? Herrschaft in einer Gesellschaft freier Menschen. Frankfurt  (ISBN 3-593-32066-5).
- 1973. Tufte, Edward Roef: Size and democracy. Stanford Calif.  (ISBN 0-8047-0834-7).
- 1973. Polyarchy: Participation and Opposition. New Haven.
- 1973. Governing the giant corporation. In: Corporate power in America, p. 10–24.
- 1973. Equality and power in American society. In: Urban politics and public policy. The city in crisis, p. 55–64.
- 1972. Democracy in the United States. Promise and performance. Chicago  (ISBN 0-528-65294-X).
- 1971. Polyarchy. Participation and opposition. New Haven, Conn.  (ISBN 0-300-01565-8).
- 1971. After the revolution? Authority in a good society. New Haven  (ISBN 0-300-01447-3).
- 1968. A critique of the ruling elite model. In: Charles Wright Mills and the power elite, p. 25–36.
- 1967. The evaluation of political systems. In: Contemporary political science: toward empirical theory, p. 166–181.
- 1967. Pluralist democracy in the United States. Conflict and consent. Chicago.
- 1966. Some explanations. In: Political oppositions in Western democracies, p. 348–386.
- 1966. Political oppositions in Western democracies. New Haven.
- 1966. Patterns of opposition. In: Political oppositions in Western democracies, p. 332–347.
- 1966. Lindblom, Charles E.: Social techniques. In: Public policies and their politics, p. 1–13.
- 1965. Who governs? Democracy and power in an American city. New Haven.
- 1964. Power in an American city. The executive-centered coalition. In: Political leadership in American government, p. 324–347.
- 1964. Congress and foreign policy. New York.
- 1963. Modern political analysis. Englewood Cliffs NJ.
- 1963. A preface to democratic theory. Chicago Ill.